# Parc national Vicente Pérez Rosales
Le parc national Vicente Pérez Rosales est un parc national situé dans la région des Lacs au Chili. Créé en 1926 par le décret suprême n° 552, c'est le plus ancien parc national du Chili. Le parc est administré par la Corporación Nacional Forestal (CONAF).  Il fait partie de la réserve de biosphère des forêts tempérées humides des Andes australes, qui a été créée en 2007.
Il est nommé en l'honneur de Vicente Pérez Rosales (1807-1886), aventurier, homme politique et écrivain chilien qui joua un rôle important dans la colonisation de la région.
Le lac Todos los Santos, le volcan Osorno entre autres sont intégrés au parc.